# Danau (Telisai)
Danau (malaiisch Kampung Danau) ist ein Dorf an der Küste des Mukim Telisai, eines Subdistrikts des Daerah Tutong in Brunei.

## Geographie
Das Dorf liegt auf einer Landzunge, die sich von Süden nach Norden entlang der Küste erstreckt. Die südliche Begrenzung bildet der Sungai Danau und die Einmündung eines kleinen Nebenflusses von links und Norden, an einer Stelle an der von Süden auch der Sungai Pentyatang einmündet. An der Küste gibt es eine Reihe von künstlichen Sandbänken oder Molen. Der Ort hat ca. 1060 Einwohner (2017).

## Verwaltung
Der Ortsvorsteher von Danau (malaiisch ketua kampung) ist Abdullah bin Mohd Tahir.
Danau ist in zwei Postcode-Areas aufgeteilt: Danau und Penapar Danau (TC2345 und TC2545).

## Infrastruktur
Dewan Kemasyarakatan Kampung Danau ist das Gemeindezentrum. Es gibt zwei Schulen: Sekolah Rendah Danau (Danau Primary School) und Sekolah Ugama Danau (Danau Religious School), eine Muslimische Schule.
Die Masjid Kampong Danau (Kampong Danau Mosque) fasst bis zu 200 Gläubigen. Die Hauptveranstaltungen sind die Freitagsgebete (Jumu'ah). Die Moschee wurde 1972 errichtet.